# Franz Curt Fetzer
Franz Curt Fetzer (1900-2000) fut le secrétaire général de la Fédération de l'industrie autrichienne, de 1961 à 1970.

## Biographie
Franz Curt Fetzer naît le 17 avril 1900 à Metz, en Moselle pendant l’annexion allemande. Il étudie le droit et les sciences politiques à Cologne, Amsterdam et enfin à Munich. Il travaille pendant cette période dans plusieurs banques allemandes. Particulièrement intéressé par la politique fiscale, il y consacre le thème de ses travaux de doctorat.
De 1925 à 1938, Franz Fetzer travaille comme conseiller fiscal de la Fédération nationale des industries allemandes (Reichsverband der Deutschen Industrie). Il participe notamment à la grande réforme fiscale de 1925. Il sera ensuite chef du Secrétariat de la politique économique du Parti centriste au Reichstag allemand, et travaillera pour le chancelier Heinrich Brüning. Fetzer s'installe ensuite à Vienne, où il travaille à partir de 1938 comme conseiller fiscal. En 1942, il fonde la Süd-Ost Treuhandgesellschaft, un des plus grands cabinets d'audit et de conseil fiscal du pays.
Entre 1961 et 1970, Franz Curt Fetzer assure le secrétariat général de l’Industriellenvereinigung, une organisation patronale autrichienne favorable aux industriels.
Fetzer décéda le 4 janvier 2000, à Vienne, en Autriche.

## Sources
- Gerald Schöpfer : Franz Curt Fetzer : 100 Jahre für Wirtschaft und Wohlfahrt Böhlau, Vienne, 2006.
- Notices d'autorité :   - VIAF
  - ISNI
  - IdRef
  - LCCN
  - GND
  - Tchéquie
  - WorldCat